# Telchinia orestia
Telchinia orestia is een vlinder uit de familie van de Nymphalidae. De wetenschappelijke naam van de soort is voor het eerst gepubliceerd in 1874 door William Chapman Hewitson.

## Verspreiding
De soort komt voor in Ivoorkust, Ghana, Togo, Zuid-Benin, Nigeria, Kameroen, Equatoriaal Guinee (Bioko), Gabon, Centraal Afrikaanse Republiek, Congo-Kinshasa, Oeganda, West-Kenia, Rwanda, Noord-Tanzania en Angola.

## Waardplanten
De rups leeft op soorten van de brandnetelfamilie (Urticaceae) t.w. Laportea ovalifolia en soorten van het geslacht Fleurya.